# Jennifer Rexford
Jennifer L. Rexford (née en 1969 à Honolulu, Hawaï) est une informaticienne américaine professeur à l'université de Princeton. Elle est provost  et a été directrice du département d'informatique.

## Biographie
Jennifer Rexford grandit aux États-Unis, au Japon et en Corée. Elle obtient une licence en génie électrique à l'université de Princeton en 1991, une maîtrise en génie électrique à l'université du Michigan en 1993 et un Ph. D. en 1996 avec une thèse intitulée  « Tailoring router architectures to performance requirements in cut-through networks » sous la direction de Kang G. Shin (en)  en informatique. Elle passe huit ans aux laboratoires AT&T puis elle rejoint l'université de Princeton en 2005, où elle est professeur d'ingénierie Gordon YS Wu.

## Recherche
Jennifer Rexford a travaillé, en partie avec Lixin Gao et Nick Feamster, au développement de protocoles sécurisés, efficaces et stables (y compris le Border Gateway Protocol) pour le routage dans les grands réseaux informatiques (y compris dans Internet). Elle a également apporté des contributions significatives au modèle de communication software-defined networking. Selon Google Scholar, son indice h est 119  et selon la base de données Scopus, son indice h est 82  (en avril 2024).

## Distinctions (sélection)
- 2004 Prix Grace-Murray-Hopper[2]
- 2008 Fellow de l'Association for Computing Machinery[2]
- 2013 Membre de l'Académie américaine des arts et des sciences[3]
- 2014 Membre de l'Académie nationale d'ingénierie des États-Unis[4]
- 2016 Prix Lecture Athena de l'Association for Computing Machinery[2]
- 2018 Prix SIGCOMM[5]
- 2019 IEEE Internet Award[6]
- 2020 Membre de l'Académie nationale des sciences[7]
- 2024 Médaille Alexander Graham Bell de l'IEEE